# Borzont (sit SCI)
Borzont este o arie protejată (arie specială de conservare — SAC, sit de importanță comunitară — SCI) din România, desemnată în scopul protejării biodiversității și menținerii într-o stare de conservare favorabilă a florei spontane și faunei sălbatice, precum și a habitatelor naturale de interes comunitar aflate în arealul zonei de protecție. Aceasta este situată în estul Transilvaniei, pe teritoriul județului Harghita.

## Localizare
Aria naturală se întinde în partea central-vestică a județului Harghita, pe teritoriul administrativ al comunei Joseni (în partea nordică a satului Bucin și cea vestică a Borzontului); în imediata apropiere de drumul național DN13B, care leagă municipiul Gheorgheni de localitatea Praid.

## Înființare
Zona a fost declarată sit de importanță comunitară prin Ordinul nr. 2.387 din 29 septembrie 2011 (pentru modificarea Ordinului ministrului mediului și dezvoltării durabile nr. 1.964/2007 privind instituirea regimului de arie naturală protejată a siturilor de importanță comunitară, ca parte integrantă a rețelei ecologice europene Natura 2000 în România). Acesta se întinde pe o suprafață de 271,9 hectare și include rezervația naturală de tip botanic - Piemontul Nyíres de la Borzont. Situl a fost protejat și ca arie specială de conservare în mai 2022.

## Biodiversitate
Situl reprezintă o zonă naturală (mlaștini, turbării, terenuri arabile cultivate, pășuni, și răriști de molidișuri) încadrată în bioregiunea alpină a sud-estului Munților Călimani (grupare montană ce aprține lanțului carpatic al Orientalilor); ce adăpostește elemente floristice caracteristice zonei depresionare a Giurgeului.
Situl dispune de două tipuri de habitate naturale: Pajiști aluviale din Cnidion dubii și Pajiști cu Molinia pe soluri calcaroase, turboase sau argiloase (Molinion caeruleae).

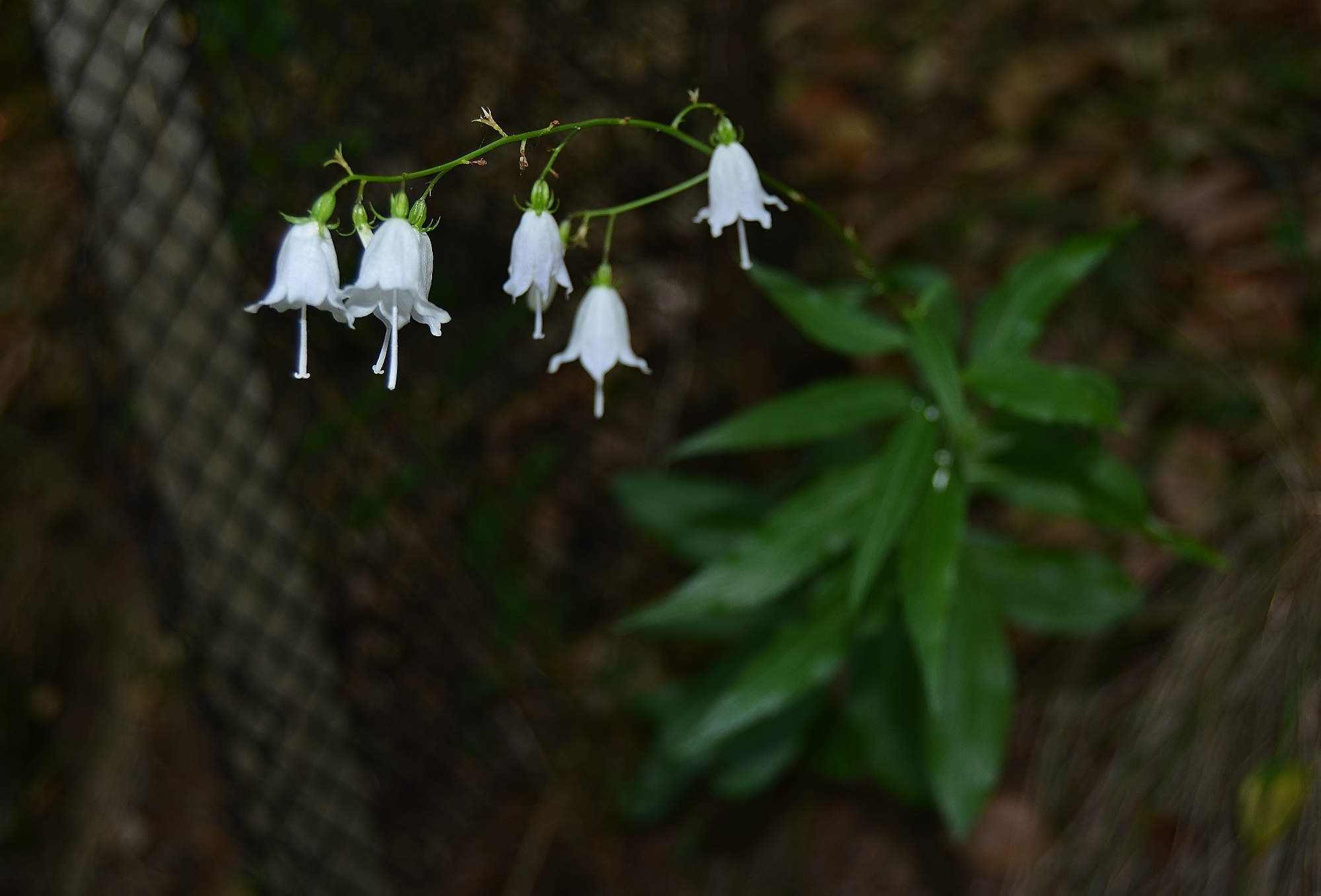
Clopțelul cu frunze de crin (Adenophora lilifolia)

La baza desemnării sitului se află două specii floristice enumerate în anexa I-a a Directivei Consiliului European 92/43/CE din 21 mai 1992 (privind conservarea habitatelor naturale și a speciilor de faună și floră sălbatică); astfel: curechiul de munte (Ligularia sibirica) și clopțelul cu frunze de crin (Adenophora lilifolia). 
Alături de cele două rarități floristice sunt întâlnite și alte specii de flori și ierburi, printre care: bulbuc de munte (Trollius europaeus), coada șoricelului (Achillea impatiens, specie endemică pentru acest sit), rotoțele albe (Achillea ptarmica), joldeală (Serratula wolffii), ghințură (Gentiana pneumonanthe), săbiuță (Gladiolus imbricatus), orhidee (Dactylorhiza majalis), stânjenel sălbatic (Iris sibirica), taulă (Spiraea salicifolia), darie (Pedicularis sceptrum-carolinum) sau pipiriguț (Eleocharis ovata). În arealul sitului este întâlnit și un arbust din specia Salix rosmarinifolia (salcie târâtoare).

## Căi de acces
- Drumul național DN13B, pe ruta: Gheorgheni - Joseni - Borzontului - Bucin.

## Monumente și atracții turistice
În vecinătatea sitului se află câteva obiective de interes istoric, cultural și turistic (lăcașuri de cult, castele, cetăți, muzee, situri arheologice, arii naturale protejate); astfel:

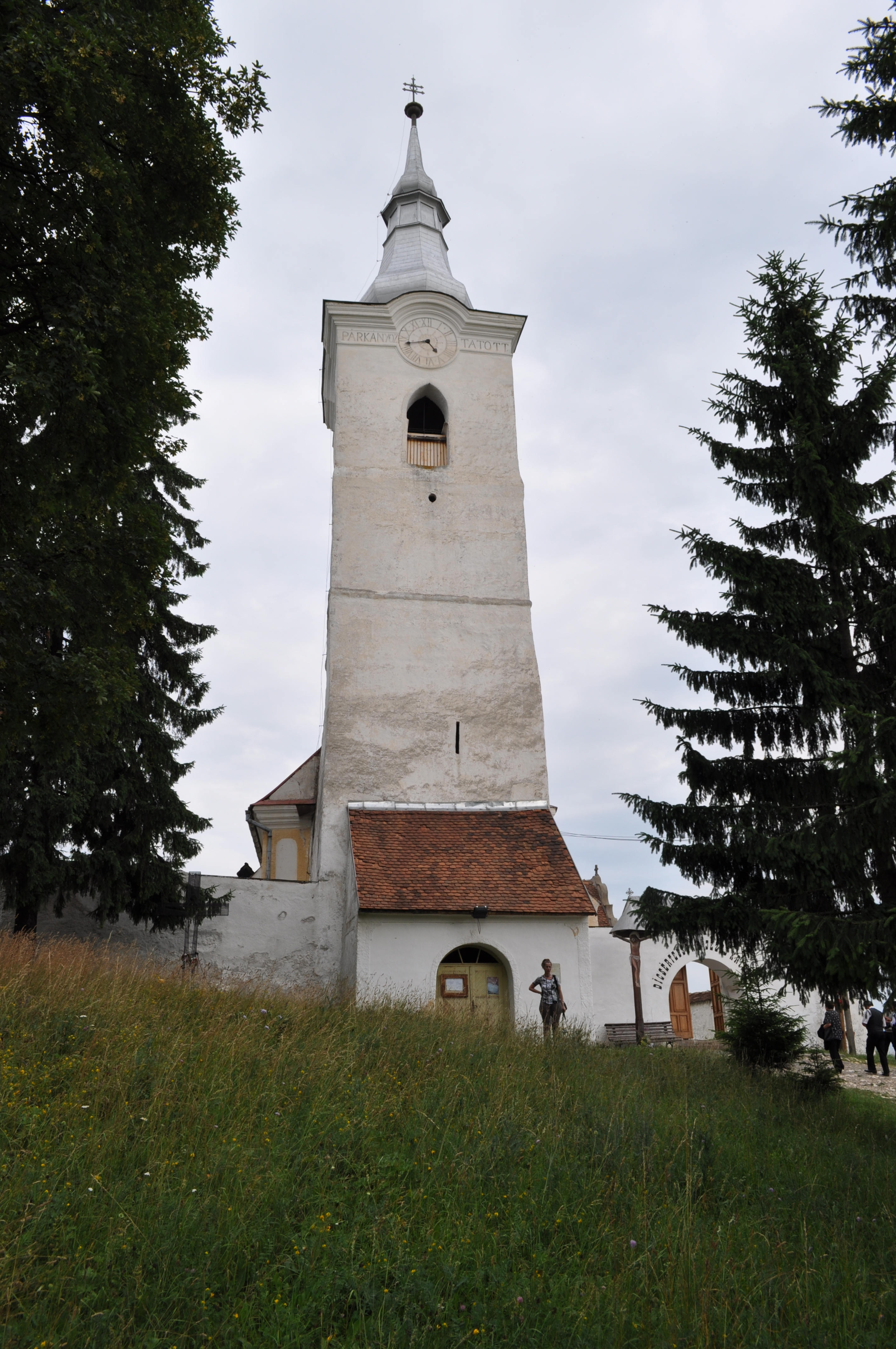
Biserica romano-catolică din Lăzarea

- Biserica romano-catolică din Joseni, construcție sec. XIII - XVIII, monument istoric (cod LMI HR-II-m-B-12849.01).
- Biserica romano-catolică din Lăzarea, construcție sec. XIII - XVIII, monument istoric (cod LMI HR-II-a-A-12852).
- Biserica romano-catolică "Sf. Nicolae" din Gheorgheni, construcție sec. XV - XVIII, monument istoric (cod LMI HR-II-m-A-12836.01).
- Ansamblul bisericii armeano-catolice "Nașterea Maicii Domnului" din Gheorgheni (biserica armeano-catolică, capelă și zid de incintă), construcție sec. XVII - XVIII, monument istoric (cod LMI HR-II-a-A-12838).
- Biserica "Sf. Gheorghe" din Gheorghieni, construcție 1929 - 1937, monument istoric (cod LMI HR-II-m-B-12831).
- Mănăstirea Franciscană din Lăzarea, construcție sec. XVI - XIX, monument istoric (cod LMI HR-II-a-A-12853).
- Castelul Lázár din Lăzarea, construcție sec. XVI - XVIII, monument istoric (cod LMI HR-II-a-A-12854).
- Muzeul orășenesc "Tarisznyas Marton" (fosta casă Vertan) din Gheorgheni, construcție 1770 - 1787, monument istoric (cod LMI HR-II-m-B-12840).
- Cetatea „Rapsóné” de la Praid (cetate - sec. XIII, Epoca medievală timpurie și așezare din perioada Latène).
- Situl arheologic „Szármány” de la Lăzarea (așezări atribuite perioadelor: Epoca medievală timpurie, Epoca medievală târzie; sec. IV, Epoca post- romană, Cultura cultura Sântana de Mureș - Cerneahov; Epoca bronzului).
- Arii protejate: Muntele de sare Praid, Parcul Național Cheile Bicazului - Hășmaș, Cheile Bicazului și Lacul Roșu.